# Среднепостольское (сельское поселение)
Среднепостольское — упразднённое муниципальное образование со статусом сельского поселения в составе Завьяловского района Удмуртии.
Административный центр — село Средний Постол.
Образовано в 2005 году в результате реформы местного самоуправления.
25 июня 2021 года упразднено в связи с преобразованием муниципального района в муниципальный округ
Начальник Степанов Андрей Вениаминович

## Географические данные
Находится на юго-западе района, граничит:
- на севере с Люкским сельским поселением
- на востоке с Подшиваловским сельским поселением
- на западе с Увинским районом
- на юге с Малопургинским районом

По территории поселения протекает река Постолка, правый приток реки Иж.

## История
Среднепостольский сельсовет Советской волости был образован в 1925 году в ходе разукрупнения сельских советов. В 1929 году сельсовет входит во вновь образованный Ижевский район. В 1931 году его включают в Малопургинский район, а в 1935 году — в Нылгинский район. В 1965 году сельсовет включается в Завьяловский район.
В 1994 сельсовет преобразуется в Среднепостольскую сельскую администрацию, а в 2005 в Муниципальное образование «Среднепостольское» (сельское поселение).

## Населённые пункты
| Название       | Тип населённого пункта          | Население 2003 год | Почтовый индекс | ОКАТО          |
| -------------- | ------------------------------- | ------------------ | --------------- | -------------- |
| Средний Постол | Деревня, административный центр | ↘599               | 427013          | 94 216 845 001 |
| Постол         | Деревня                         | ↗621               | 427013          | 94 216 845 002 |
| Троицкое       | Деревня                         | ↘65                | 427013          | 94 216 845 003 |
| Пивоварово     | Деревня                         | ↗10                | 427013          | 94 216 845 004 |
| Верхний Женвай | Деревня                         | ↘268               | 427013          | 94 216 845 005 |
| Постол         | Село                            | ↗1419              | 427020          | 94 216 845 006 |
| Пойвай         | Деревня                         | →48                | 427020          | 94 216 845 008 |
| Ударник        | Починок                         | ↘17                | 427020          | 94 216 845 007 |

На территории сельского поселения находятся садоводческие некоммерческие товарищества Алмаз, Алмаз-2, Никольское, постолькое, Нефтемашевец, Солнечный луч.

### Упразднённые населённые пункты
| Название      | Тип населённого пункта | Год упразднения |
| ------------- | ---------------------- | --------------- |
| Старый Женвай | Деревня                | 1983            |

## Экономика
- ООО ТЗП «Постол»
- СПК «Труженик», преобразованное из одноимённого колхоза
- СПК «Колос»
- 11 крестьянских (фермерских) хозяйств
- Площадь сельхозугодий: 38,8 км²

## Объекты социальной сферы
- 4 школы, в том числе МБОУ «Среднепостольская средняя общеобразовательная школа», Верхнеженвайская начальная общеобразовательная школа (структурное подразделение МБОУ «Среднепостольская СОШ»), МБОУ «Постольская средняя общеобразовательная школа»
- 3 детских сада
- 3 фельдшерско-акушерских пункта
- Учреждение здравоохранения
- МУЧ «Культурный комплекс „Среднепостольский“»
- 2 клуба